# Fosforylaza glikogenu
Fosforylaza glikogenu – enzym klasy transferaz (EC 2.4.1.1) katalizujący odłączanie cząsteczek glukozy (w postaci glukozo-1-fosforanu) od łańcucha glikogenu w procesie fosforolizy, co stanowi pierwszy etap glikogenolizy. Reakcja ta nazywa się fosfolitycznym rozszczepieniem glikogenu i jest korzystna energetycznie, gdyż związek ten wchodząc w przemiany glikolityczne nie musi być ufosforylowany, tym samym nie zużywa cząsteczki ATP. Fosforylaza glikogenu może usuwać tylko te reszty glukozy, które są oddalone od miejsca rozgałęzienia o więcej niż cztery reszty glukozy. Działa ona do chwili, gdy produktem końcowym jest cząsteczka zbudowana z ośmiu glukoz.
Reakcja przebiega w sposób stereospecyficzny z retencją konfiguracji α na anomerycznym atomie węgla oszczepianej cząsteczki glukozy:
Fosforylaza glikogenu jest aktywna wtedy, kiedy jest ufosforylowana, fosforylację przeprowadza enzym regulatorowy kinaza fosforylazy. Fosforylaza glikogenu występuje w ludzkim organizmie w trzech różnych formach, które z języka angielskiego otrzymały nazwy tych części ciała, w których zostały wytworzone: wątrobowa – PYGL (liver), mięśniowa – PYGM (muscle) i sercowo-mózgowa – PYGB (brain/heart). U ludzi gen kodujący PYGM położony jest na chromosomie 11, PYGL – na chromosomie 14, a PYGB – na chromosomie 20. Mutacje w genach kodujących fosforylazy glikogenu mogą powodować choroby spichrzeniowe glikogenu typu V (choroba McArdle’a) i typu VI (choroba Hersa). 
Przy zawale serca dochodzi do podwyższenia poziomu PYGB. Enzym ten przechodzi bezpośrednio do układu krążenia i jest bardzo szybko obecny w wysokim stężeniu. Pierwsze badania kliniczne wykazują bardzo wysokie stężenie PYGB we krwi już w pierwszej godzinie po wystąpieniu bólu w klatce piersiowej. Stwierdzenie podwyższonego poziomu PYGB jest bardzo szybką i pewną metodą diagnozy zawału serca.